# Leonard P. Wishart III.

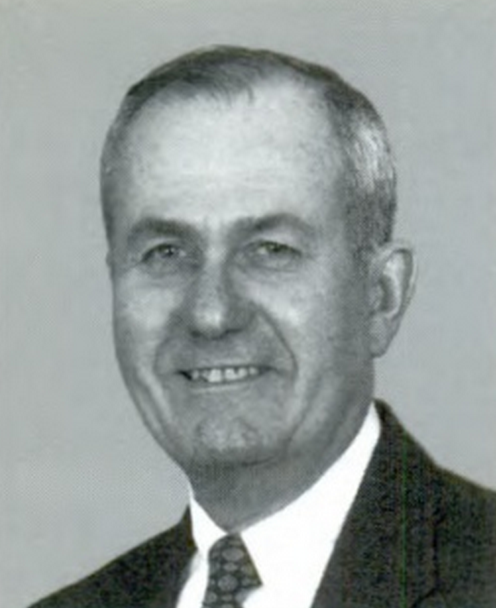
Leonard P. Wishart III

Leonard Plumer Wishart III (* 24. September 1934 in Newark, New Jersey) ist ein pensionierter Generalleutnant der United States Army. Er war unter anderem Kommandeur der 1. Infanteriedivision.
In den Jahren 1953 bis 1957 besuchte Wishart die United States Military Academy in West Point. Nach seiner Graduation wurde er als Leutnant der Infanterie zugeteilt. In der Armee durchlief er anschließend alle Offiziersränge vom Leutnant bis zum Drei-Sterne-General.
Im Lauf seiner militärischen Karriere absolvierte er verschiedene Kurse und Schulungen, die zur Erreichung höherer Offiziersränge insbesondere im Generalsrang vorausgesetzt werden. In seinen jüngeren Jahren versah er den für Offiziere in den niederen Rangstufen üblichen Dienst in verschiedenen Einheiten und Standorten. Dazu gehörten auch Aufgaben als Stabsoffizier in verschiedenen Hauptquartieren. Er war zweimal im Vietnamkrieg eingesetzt. In den Jahren 1970 und 1971 war er dort Kommandeur eines Bataillons des 5. Kavallerieregiments. Beide Einheiten waren Teil der 1. Kavalleriedivision.
Nach zwischenzeitlich anderen Verwendungen gehörte Wishart in den Jahren 1975 und 1976 dem Stab des Heeresamtes an. Er war Stabsoffizier bei der 1. Panzerdivision und beim VII. Korps, wobei beide Einheiten in Deutschland stationiert waren. Später war er stellvertretender Kommandeur der US Army Combined Arms Combat Developments Activity in Fort Leavenworth in Kansas.
Zwischen April 1986 und Juli 1988 kommandierte Leonard Wishart die 1. Infanteriedivision in Fort Riley. Die 3. Brigade der Division war in Deutschland stationiert. Am 14. Juli 1988 übernahm er die Leitung des Command and General Staff Colleges. Dieses Amt hatte er bis zum 15. August 1991 inne. Danach schied er aus dem aktiven Militärdienst aus.
Nach seiner Pensionierung war Wishart in den Jahren 1992 bis 1994 Direktor der Non-Legislative and Financial Services Commission des US-Repräsentantenhauses. Danach wurde er als privater Berater tätig. Außerdem arbeitete er für die Firma Innovative Logistics Techniques Inc. in Virginia.

## Orden und Auszeichnungen
Leonhard Wishart erhielt im Lauf seiner militärischen Laufbahn unter anderem folgende Auszeichnungen:
- Army Distinguished Service Medal
- Legion of Merit
- Distinguished Flying Cross